# Niederösch
Niederösch est une localité et une ancienne commune suisse du canton de Berne, située dans l'arrondissement administratif de l'Emmental.

## Histoire

Photo aérienne prise à 300 m par Walter Mittelholzer (1930).

Le 1er janvier 2016, les anciennes communes de Niederösch et d'Oberösch sont absorbées par leur voisine Ersigen dont elles font partie depuis.